# Жина Мане
Жи́на Мане́ (фр. Gina Manès, справжні ім'я та прізвище — Бланш Муле́н; нар.7 квітня 1893, Париж, Франція — пом.6 вересня 1989, Тулуза, Верхня Гаронна, Франція) — французька акторка.

## Життєпис
Жина Мане народилася 7 квітня 1893 році в Парижі у сім'ї продавця меблів. Виросла в передмісті Сен-Антуана.
Після навчання акторській майстерності була акторкою театрів Palais Royal, Capucines і Bouffes-Parisiens. На молоду акторку звернув увагу актор і режисер Рене Наварра та рекомендував її знаменитому кінематографістові Луї Фейяду.
У кіно Жина Мане дебютувала у 1916 році, знявшись у фільмі Едуара Еміля Віолета «Шість маленьких сердець шести дівчаток».
Популярність акторці принесла роль доньки шинкаря у фільмі режисера Жана Епштейна «Вірне серце» (1923).
У німому кіно Жина Мане створила образ жінки-вамп, спокусливої фатальної красуні у стрічках «Потяг без очей» (1926, режисер Альберто Кавальканті), «Душа акторки» (1924, режисерка Жермен Дюлак), «Наполеон» Абеля Ґанса (1927, роль Жозефіни де Богарне). У 1927—1928 роках знімалася у Швеції у фільмах режисерів Густава Моландера та Річарда Левенхельда.
Наприкінці 1930-х Жина Мане зі своїм чоловіком Жоржем Шарльє поїхала до Марокко. У 1940-і роках захопилася цирком, навчалася цирковій майстерності дресури в Зимовому цирку Медрано, виступала на цирковій арені. У 1942 році Джину серйозно ранив тигр і актриса полишила циркову арену.
У 1949 році Жина Мане знову відправляється до Марокко на зйомки фільму «Танцівниця з Маракешу» та відкриває в марокканській столиці Рабаті театральну школу. У 1954 році остаточно повернулася з Марокко до Франції.
У 1950-1960-і роки Мане виконувала в кіно ролі другого плану. Приєдналася до театральної трупи Grenier в Тулузі, де з успіхом виступала в класичному й сучасному репертуарі.
Останню роль в кіно Жина Мане зіграла у 1965 році у фільмі Сержіо Гоббі «Без паніки».

## Фільмографія (вибіркова)
- 1923 : Червона харчевня / L'auberge rouge — донька шинкаря
- 1923 : Вірне серце / Coeur fidèle — Марі
- 1924 : Душа акторки / Âme d'artiste — акторка
- 1925 : Неаполь у вогняному поцілунку / Naples au baiser de feu
- 1927 : Наполеон / Napoléon vu par Abel Gance — Жозефіна Богарне
- 1927 : Потяг без очей / Le train sans yeux
- 1928 : Тереза Ракен / Thérèse Raquin — Тереза Ракен
- 1928 : Мертва петля / Die Todesschleife — Анна
- 1928 : Маленька рабиня / Die kleine Sklavin — Норма
- 1928 : Свята і її дурень / Die Heilige und ihr Narr — принцеса фон Браунек
- 1929 : Латинський квартал / Quartier Latin — принцеса Болінськи (Саломея)
- 1931 : Грок / Grock — Б'янка
- 1931 : Сальто-мортале / Salto Mortale — Марина
- 1931 : Севільські чари / L'ensorcellement de Séville
- 1932 : Під шкіряною каскою / Sous le casque de cuir — Флоріца Романеску
- 1933 : Голова людини / La tête d'un homme — Ерна Рейшберг
- 1934 : Кохання — те, що треба жінкам / L'amour qu'il faut aux femmes
- 1934 : Божественна / Divine — Дора
- 1935 : Баркарола / Barcarolle — Лодовіка
- 1935 : Диявол у пляшці / Le diable en bouteille — Руббі
- 1935 : Наполеон Бонапарт / Napoléon Bonaparte — Жозефіна Богарне
- 1936 : Маєрлінг / Mayerling — Маринка
- 1936 : Вовки серед нас / Les loups entre eux — Жина
- 1936 : Прокляті / Les réprouvés — співачка
- 1936 : Смерть / Le mort — Тоня
- 1937 : Молленар / Mollenard — Марина
- 1938 : Ностальгія / Nostalgie — Ольга
- 1938 : Хлопчик на побігеньках / Gosse de riche — працівниця
- 1938 : С. О. С. Сахара / S.O.S. Sahara
- 1938 : Мальтійський будинок / La maison du Maltais — Ольга
- 1938 : Весілля Верена / Le mariage de Verena — Маріанна
- 1939 : Кораловий риф / Le récif de corail — Марія
- 1944 : Підвали Мажестика / Les caves du Majestic — Жинетта
- 1949 : Танцівниця з Маракешу / La danseuse de Marrakech
- 1954 : Прекрасна піднесеність / La bella Otero
- 1954 : Віконт де Бражелон / Le viconte de Bragelonne — селянка
- 1955 : Записки майора Томпсона / Les carnets du Major Thompson
- 1955 : Мілорд Арсуйський / Milord l'Arsouille
- 1956 : Таємниця черниці Анжели / Le secret de soeur Angèle
- 1956 : Дамський кравець / Le couturier de ces dames
- 1956 : Закон вулиць / La Loi des rues
- 1956 : Співчуття до вампірів / Pitié pour les vamps
- 1958 : Першотравень / Premier mai
- 1958 : Особливий мосьє Жо / Un certain Monsieur Jo — Лоло
- 1958 : Мімі Пінсон / Mimi Pinson — старенька
- 1959 : Коханці завтрашнього дня / Les amants de demain
- 1965 : Без паніки / Pas de panique — мати Туссена